# 時遷

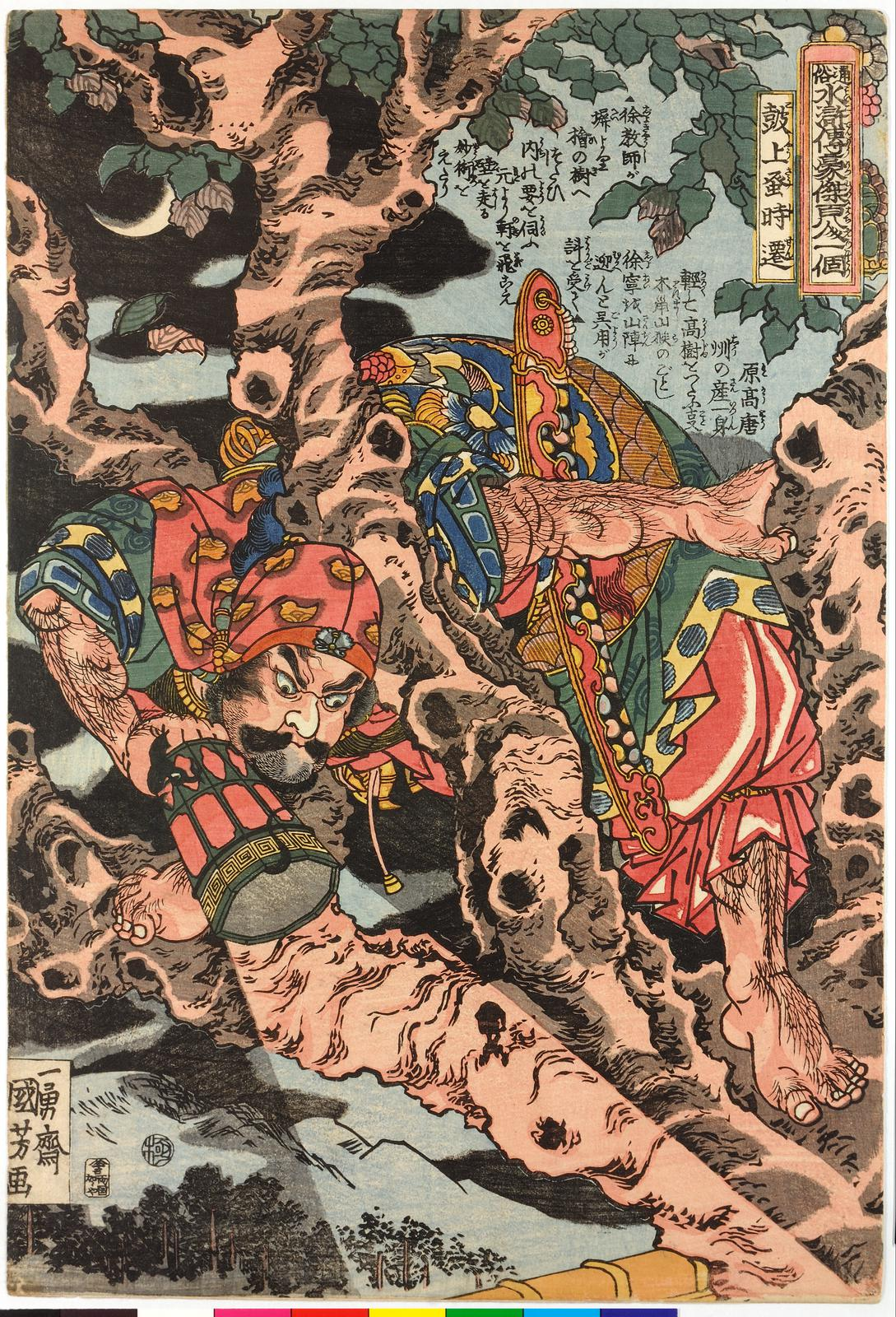
時遷

時 遷（じ せん）は、中国の小説で四大奇書の一つである『水滸伝』の登場人物。
梁山泊第百七位の好漢。地賊星の生まれ変わり。短身痩躯で色黒、鋭い目つきという容姿。生まれつき俊敏かつ柔軟な体の持ち主で、太鼓の上で飛び跳ねてもまるで蚤がそうするように音が鳴らないほどの身軽さから、鼓上蚤（こじょうそう）と渾名される。元はコソ泥であり、変装や動物の鳴き真似なども得意なため、梁山泊では様々な工作活動で活躍した。なお、民間信仰の中で神格化され、京劇にも時遷を主人公にした演目が存在する。

## 生涯
高唐州の出身。流れ流れの盗賊であり、空き巣や馬泥棒などを行っていた。薊州にやって来た際、翠屏山で明け方から墓荒らしをしていたが、ここで楊雄と石秀が姦通をした楊雄の妻・潘巧雲と侍女の迎児を殺害するのを目撃、2人が石秀の知り合った戴宗のつてを頼って梁山泊へ向かう相談をしているのを聞き、自分も仲間に入れてもらおうと話をもちかけ、人目につかない裏道を教える代わりに2人に同道させてもらうことにした。途中、祝家荘という村で宿を取ったが、食事の際におかずになる肉や野菜を切らしていると言われた時遷は、裏庭にいた鶏を勝手にとってきて料理してしまった。ところがその鶏は鬨を告げる鶏だったため、村の住人のいざこざとなり、時遷は捕縛された。この時逃げ延びた楊雄と石秀が梁山泊に行き、事態を知らせたのと、祝家荘が元々梁山泊打倒を企んでいたことから、両勢力の間で戦争に発展し、祝家荘が陥落する時に時遷も救出された。鶏を盗んだ時遷の軽はずみな行動に、梁山泊の首領晁蓋は「梁山泊の名を騙って、我らの顔に泥を塗った」と激怒したが、副首領の宋江がこれを執り成したため、時遷もなんとか梁山泊に仲間入りすることができた。
入山後、時遷は石勇とともに梁山泊の北岸に設けられた酒場で情報収集の任に就いた。呼延灼が梁山泊に攻め込んだ際は、その連環馬戦法を破るのに必要な人材・徐寧を仲間に加えるため、彼の家宝の鎧を盗み出す作戦に加わり、梁の上から吊るしてあったそれを見事に盗み出し、徐寧を梁山泊におびき寄せ、仲間に引き込むことに成功した。呼延灼との戦いで破壊された居酒屋が再建される頃には相方が李立にかわり、北京攻めでは一斉攻撃の合図として、警戒の兵を掻い潜り、翠雲楼という楼閣に火を放つ大役を成功させる。なお、この時、孔明、孔亮兄弟の変装に対して駄目出しをするなど、仕事に対するこだわりを見せている。
百八星集結後は、機密伝令担当の歩兵頭領の一人に任命される。官軍との戦いでは敵陣に潜入して火を放って混乱させる手柄を挙げ、帰順後の戦いでも潜入や偽降の計略に参加し、以前と同様の働きを見せた。戦いの合間には楽和と都の灯篭見物に出掛けるなどもした。方臘討伐の際は、難関・昱嶺関を突破する抜け道を地元の和尚から聞きだし、攻略の端緒を開く殊勲を挙げるが、凱旋の途中、霍乱（日射病あるいは下痢・嘔吐などを催す急病）を患い、衰弱死した。

## 時遷信仰
時遷は『水滸伝』の登場人物の中でも物語だけではなく、実際に道教の神として祀られるようになったといわれる。特に江南では乞食、泥棒の神として明、清の頃から広く信仰され、彼が最期を迎えたとされる杭州には実際に廟が建立された。毛沢東は打ち払うべき邪教淫祀の一つとして、時遷信仰を挙げている。